# Die Insulaner
Die Insulaner (les insulaires) est une émission de radio de la RIAS diffusée de 1948 à 1964 et qui donna lieu aussi à un spectacle.

## Histoire
En plein blocus de Berlin, à Noël 1948, Günter Neumann (de) présente pour la RIAS un programme de cabaret intitulé Der Club der Insulaner. L'émission se moque des communistes par la plaisanterie, la satire et l'ironie et un peu de sérieux. L'émission est populaire à l'Est et à l'Ouest et devient importante pour la RIAS.
L'Insulaner, un Schuttberg du quartier de Schöneberg, porte le nom de l'émission.
Les rubriques les plus connues sont Sehn'se das ist Berlin ("Voyez, ça, c'est Berlin"), Jenosse Funzionär qui détourne les discours du SED, Professor Quatschnie soutenu par l'Union soviétique, ou Klatschdamen ("Les Femmes bavardes") qui se rencontrent sur le Kurfürstendamm. La plupart des textes sont l'œuvre de Günter Neumann.
Après la construction du mur de Berlin en 1961, Günter Neumann est d'avis que la situation politique mondiale est trop grave pour des farceurs, le programme est finalement arrêté.
Die Insulaner se réunissent de nouveau une fois en 1968, mais peu estiment qu'on peut reprendre le spectacle.

## Membres
- Günter Neumann (de) (1913–1972) – Textes et piano
- Olaf Bienert (de) (1911–1967) – Compositeur
- Bruno Fritz (de) (1900–1984) – Herr Kummer
- Joe Furtner (1894–1965) – Professor Quatschnie
- Walter Gross (1904–1989) – Jenosse Funzionär
- Tatjana Sais (1910–1981) – Klatschdame
- Edith Schollwer (de) (1904–2002) – Klatschdame
- Ilse Trautschold (1906–1991) – La Berlinoise à l'esprit vif
- Ewald Wenck (1891–1981) – L'inventaire de Berlin
- Agnes Windeck (1888–1975) – Klatschdame

## Source de la traduction
- (de) Cet article est partiellement ou en totalité issu de l’article de Wikipédia en allemand intitulé « Die Insulaner » (voir la liste des auteurs).